# Magnolianae
Cet article concerne le clade en classification APG III. Pour la sous-classe en nomenclature botanique, voir Magnoliidae. Pour la sous-classe Magnoliidae de la classification APG III correspondant à l'ensemble des plantes à fleurs, voir Angiospermae.
Classification APG III (2009)
Super-ordre
Ordres de rang inférieur
- Canellales
- Laurales
- Magnoliales
- Piperales

Dans la classification phylogénétique des Angiospermes, les magnoliidées sont un clade important regroupant des plantes à fleurs à une seule aperture.

Le terme « magnoliidées » (« magnoliids » en anglais) étant un nom informel, l'Angiosperm Phylogeny Group a spécifié dans une publication complémentaire que ce groupe correspondait au super-ordre Magnolianae.

## Classification
Liste des ordres selon la classification phylogénétique APG III (2009) :
- Canellales Cronquist, 1957 ;
- Laurales Juss. ex Bercht. & J.Presl, 1820 ;
- Magnoliales Juss. ex Bercht. & J.Presl, 1820 ;
- Piperales Bercht. & J.Presl, 1820.

Notes: L'ordre Chloranthales Mart., 1835 est également inclus dans ce super-ordre selon ITIS.

L'espèce de pipérales Lactoris fernandeziana a parfois été classée à part dans l'ordre Lactoridales Takht. ex Reveal, 1993.

## Phylogénie
Place au sein des Mésangiospermes d'après la classification phylogénétique APG III (2009) :
- Mesangiospermae
  - 
    - Chloranthales
    - clade des magnoliidées[α]
      - 
        - Piperales
        - Canellales

      - 
        - Magnoliales
        - Laurales

  - 
    - clade des Monocotylédones[β]
    - 
      - Ceratophyllales
      - clade des Eudicotylédones ou Dicotylédones vraies[γ]

Les plantes de ce clade ne sont donc pas des Eudicotylédones, ou Dicotylédones vraies.
D'après des calculs utilisant l'horloge moléculaire, la lignée menant aux Magnolianae se serait séparée des autres plantes il y a environ 135 millions d'années ou 160-165 millions d'années.